# Ludwig Engels
Ludwig Engels (* 11. Dezember 1905 in Düsseldorf; † 10. Januar 1967 in São Paulo) war ein deutscher Schachspieler.

## Leben
Sein Vater Louis wurde am 11. Mai 1865 in Barmen geboren, es ist aber keine verwandtschaftliche Beziehung zu dem Unternehmer und Philosophen Friedrich Engels nachweisbar. Ludwig Engels war ab etwa 1922 bis 1939 Mitglied des Düsseldorfer Schachvereins (DSV 1854).
In den Jahren 1931 bis 1934 bestritt er drei Wettkämpfe gegen Georg Kieninger, was seiner Entwicklung zum Meisterspieler sehr förderlich war. Zu seinen größten schachlichen Erfolgen gehört der 2. Platz beim Internationalen Turnier in Dresden 1936, wo er hinter Alexander Aljechin – den er im direkten Vergleich schlug –, aber vor Géza Maróczy, Gideon Ståhlberg, Efim Bogoljubow, Friedrich Sämisch, Paul Keres u. a. landete. Im selben Jahr gehörte er der deutschen Auswahl bei der inoffiziellen Schacholympiade in München an, die den 3. Platz hinter Ungarn und Polen belegte. Im Winter 1936/37 wirkte er als Schachtrainer in Island.
Im Jahre 1939 wurde Ludwig Engels in Buenos Aires Olympiasieger mit der deutschen (eigentlich: „großdeutschen“, also deutsch-österreichischen) Mannschaft; er war hier mit seinem Resultat (+12 =4 −0) der erfolgreichste deutsche Spieler und der erfolgreichste Spieler am dritten Brett. Der Ausbruch des Zweiten Weltkriegs bewog das gesamte Team (Eliskases, Michel, Engels, Becker, Reinhardt), in Südamerika zu bleiben.
Die Kriegsjahre verbrachte er in Südbrasilien. 1946 ließ er sich in São Paulo nieder, wo er 1952 gemeinsam mit Rabar ein Großmeisterturnier gewann, vor Eliskases und Rossetto. Noch 1957 wurde er Fünfter im südamerikanischen Zonenturnier.
Der Schachclub Sao Paulo von 1902 („CXSP“), in dem Engels eine Trainertätigkeit innehatte, veranstaltet noch heute alljährlich ein Turnier zu seinem Gedenken. Im Zuge des 150-jährigen Jubiläums des DSV 1854 im Jahre 2004 wurde auch hier ein alljährlich stattfindendes Ludwig-Engels-Gedenkturnier ins Leben gerufen.
Engels erreichte seine beste historische Elo-Zahl von 2636 im März 1941. 1940 lag er nach diesen Berechnungen auf Platz 19 der Weltrangliste.